# Małaja Wiszera
Małaja Wiszera – miasto w Rosji, w obwodzie nowogrodzkim. W 2006 liczyło 13 345 mieszkańców.
Znajduje tu się stacja kolejowa Małaja Wiszera, położona na linii Petersburg – Moskwa.